# (72518) 2001 DP86
(72518) 2001 DP86 – planetoida z pasa głównego asteroid okrążająca Słońce w ciągu 4,42 lat w średniej odległości 2,69 j.a. Odkryta 25 lutego 2001 roku.